# UFC 170: Rousey vs. McMann
UFC 170: Rousey vs. McMann est un évènement de mixed martial arts produit par l'Ultimate Fighting Championship. Il a eu lieu le 22 février 2014 au Mandalay Bay Events Center de Las Vegas, Nevada. Il a mis en vedette un combat de championnat entre Ronda Rousey et Sara McMann dans la catégorie féminine des poids coqs.

## Enjeux
Ronda Rousey est la première championne de MMA féminin de l'histoire de l'UFC. Elle a défendu ce titre à 2 reprises et est toujours invaincue, ayant gagné tous ses combats avant la fin du temps règlementaire par clé de bras. Son adversaire pour ce combat est Sara McMann, ancienne médaillée d'argent aux Jeux olympiques d'été de 2004 en lutte libre. Son palmarès en MMA est de 10 victoires pour aucune défaite et ce combat sera son second à l'UFC. Elle est actuellement classée 3e au classement officiel.
Le combat co-principal opposera Rashad Evans et Daniel Cormier. Evans est un ancien champion de la catégorie des mi-lourd de l'UFC. Il est sur une série de 2 victoires et est actuellement classé 3e dans le classement officiel de la catégorie. Cormier quant à lui effectuera son premier combat en tant que mi-lourd, ayant fait toute sa carrière dans la catégorie des poids-lourds. Il a remporté le tournoi poids lourd du Strikeforce avant que l'organisation ne ferme et est depuis sur une série de 3 victoires dont 2 à l'UFC. Il est toujours invaincu après 13 combats. Mais une blessure au genou force Evans à se retirer. Patrick Cummins le remplace alors.

## Carte des combats
| Catégorie                                         | Vainqueur         | Adversaire           | Méthode                                 | Round | Temps | Notes                                                      |
| ------------------------------------------------- | ----------------- | -------------------- | --------------------------------------- | ----- | ----- | ---------------------------------------------------------- |
| Programme principal                               |                   |                      |                                         |       |       |                                                            |
| Poids coqs féminins                               | Ronda Rousey (c)  | Sara McMann          | TKO (Coup de genou)                     | 1     | 1:06  | Pour le titre poids coqs féminin. Performance de la soirée |
| Poids mi-louds                                    | Daniel Cormier    | Patrick Cummins (en) | TKO (Coups de poing)                    | 1     | 1:19  |                                                            |
| Poids mi-moyen                                    | Rory MacDonald    | Demian Maia          | Décision unanime (29-28, 29-28, 29-28)  | 3     | 5:00  | Combat de la soirée                                        |
| Poids mi-moyens                                   | Mike Pyle         | TJ Waldburger        | TKO (Coups de coude et de poing)        | 3     | 4:03  |                                                            |
| Poids mi-moyens                                   | Stephen Thompson  | Robert Whittaker     | TKO (Coups de poing)                    | 1     | 3:43  |                                                            |
| Programme préliminaire (diffusé sur Fox Sports 1) |                   |                      |                                         |       |       |                                                            |
| Poids coqs féminins                               | Alexis Davis      | Jessica Eye          | Décision partagée (28-29, 29-28, 29-28) | 3     | 5:00  |                                                            |
| Poids coqs                                        | Raphael Assunção  | Pedro Munhoz         | Décision unanime (30-27, 30-27, 30-27)  | 3     | 5:00  |                                                            |
| Poids coqs                                        | Aljamain Sterling | Cody Gibson          | Décision unanime (29-28, 29-28, 29-28)  | 3     | 5:00  |                                                            |
| Poids mouche                                      | Zach Makovsky     | Josh Sampo           | Décision unanime (30-27, 30-27, 29-28)  | 3     | 5:00  |                                                            |
| Programme préliminaire (diffusé en ligne)         |                   |                      |                                         |       |       |                                                            |
| Poids légers                                      | Erik Koch         | Rafaello Oliveira    | TKO (Coups de poing)                    | 1     | 1:24  |                                                            |
| Poids légers                                      | Ernest Chavez     | Yosdenis Cedeno      | Décision partagée (29-28, 28-29, 30-27) | 3     | 5:00  |                                                            |